# からっぽの僕
「からっぽの僕」（からっぽのぼく）は1992年12月16日にポニーキャニオン/SEE・SAWから発売された川村かおりの10枚目のシングル。

## 内容
高橋研がプロデュースを担当した最後の作品。

## 収録曲
作曲・編曲：高橋研
1. からっぽの僕
  - 作詞：川村かおり・高橋研
2. 14HOLEのDr.マーチン
  - 作詞：川村かおり
3. からっぽの僕 （Instrumental）